# Pappo y Hoy no es Hoy
Pappo y Hoy no es Hoy fue una banda argentina de hard rock y heavy metal creada por Pappo (Norberto Aníbal Napolitano) en 1987 y que llegó a grabar solamente un álbum titulado "Plan diabólico", editado en 1987.

## Historia
Luego de Riff VII, Pappo vuelve al ruedo con una nueva banda llamada Pappo y Hoy No Es Hoy, con Pappo en primera guitarra y voz, Boff en segunda guitarra, Juan "Locomotora" Espósito en batería y Ruben Ramírez (R.R.) en bajo. 
En 1987 publicaron Plan diabólico, el disco fue editado por el sello Talent/Microfón en 1987, y presenta un estilo hard & heavy de los 80s, en donde se destacan los punteos de guitarra a gran velocidad, en el estilo de Eddie Van Halen. Este trabajo no tuvo gran difusión y pasó algo inadvertido.

## Integrantes
- Pappo † (Primera guitarra y voz).
- Boff Serafine (Segunda guitarra).
- Rubén Ramírez † (Bajo).
- Juan "Locomotora" Espósito † (Batería).

## Discografía
- Plan diabólico (1987)